# شلالات أخلمد
شلالات أخلمد هي مجموعة من الشلالات التي يرجع تاريخها إلى عدة آلاف من السنين والتي تقع في وادٍ ممتلئ بالأشجار والأنهار والغابات بين جبل بينالود الواقع شمال مدينة نيشابور الإيرانية. ويبلغ ارتفاع الشلال الأول منها ثلاثة وعشرين متراً وبعد العبور منه وعلى بعد كيلو متراً واحداً يقع شلال أخلمد الرئيسي مع ارتفاع أربعين متراً ويقع الشلال الثالث والرابع في الجزء العلوي من الشلال الرئيسي. ويمتد ويعبر نهر هذا الشلال على بعد كيلو مترين من قرية (أخلمد) القديمة.  وتُعتبَر هذه الشلالات من أجمل وأروع الاماکن في محافظة خراسان الرضویة  بالإضافة إلى ذلك فإن الجبال الجيرية الواقعة في أخلمد وبسبب ثقوباً دائرية عميقة تحت مياه الشلال زادت من روعتها وجذابيتها الطبيعية.

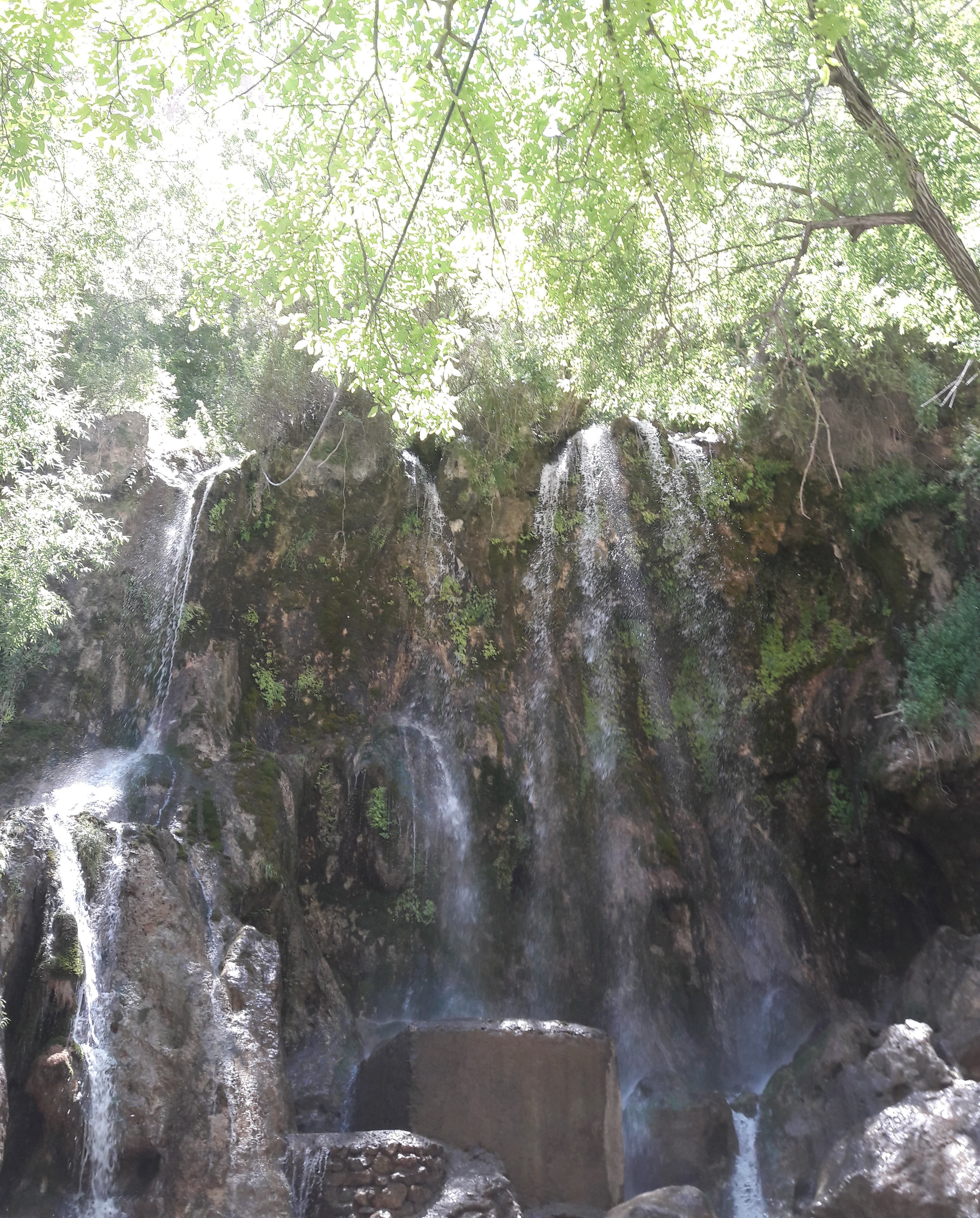
شلالات أخلمد

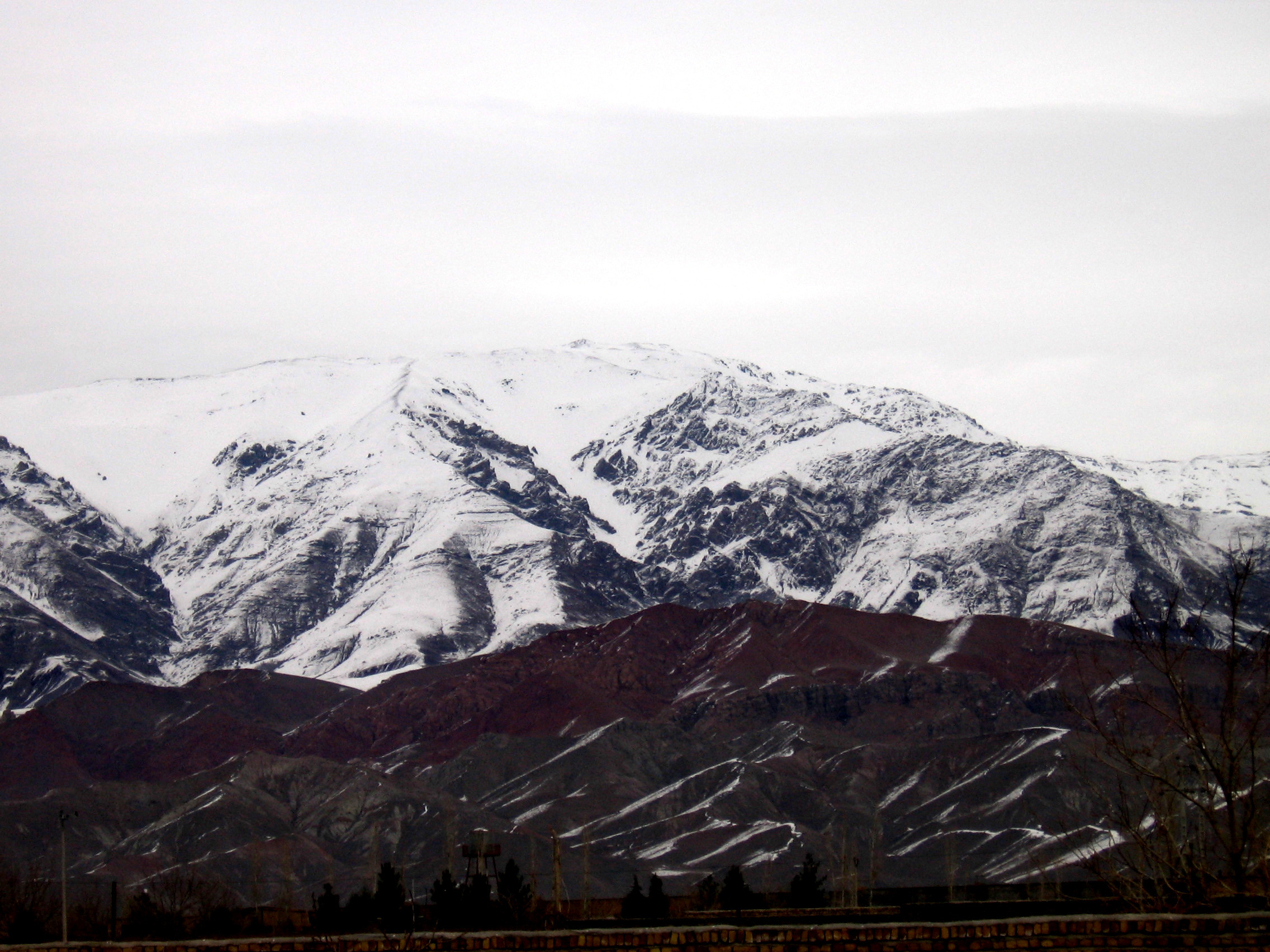
جبل بينالود

## الموقع
تقع شلالات أخلمد الطبيعية في مدينة جناران في محافظة خراسان رضوي شمال شرق إيران. وتبعد مسافة 85 کیلومتر من مدینة مشهد كما وان مجموعة الشلالات هذه تقع على بعد 2 کیلومترات من ریف اخلمد.

## مكانتها السياحية
تُعتبَر شلالات أخلمد من المناطق الجاذبة للسياح وذلك لانها من المنتزهات الطبيعية الواقعة في ضواحي مدينة مشهد ويرجع تاريخها إلى عدة آلاف من السنين، وترقد هذه الشلالات في وادِ بين جبل بينالود ويشاهد السائح في بداية الوادي أنواع الزهور والنباتات الجميلة والأشجار المكثفة إلى جانب بساتين فاكهة كثيرة. وادي أخلمد لديه جدران صخرية يبلغ ارتفاعها حوالى 200-300 متر، وتُعَد هذه الجدران أحد أكبر المناطق لرياضة تسلق الجبال في إيران ومن جدرانها المعروفة هي جدار سفيد أي (الله أكبر) و(عقاب) وغيرها كما يقع في هذه المنطقة كهف ومناطق سياحية أخرى تجذب عدداً كبيراً من السياح كل عام من مدينة مشهد وغيرها من المدن لزيارة طبيعة شلالات أخلمد الجميلة. الهواء في أخلمد منعش والمناظر خلابة، ولذلك يهرع سكان مشهد والمدن المحيطة إلى هذا المصيف الجميل والقريب في شهور مايو ويونيو ويوليو وأغسطس، ولهذا كثرت المطاعم والاستراحات، والمقاهي والمتنزهات في السهل وعلى السطوح الخضراء.

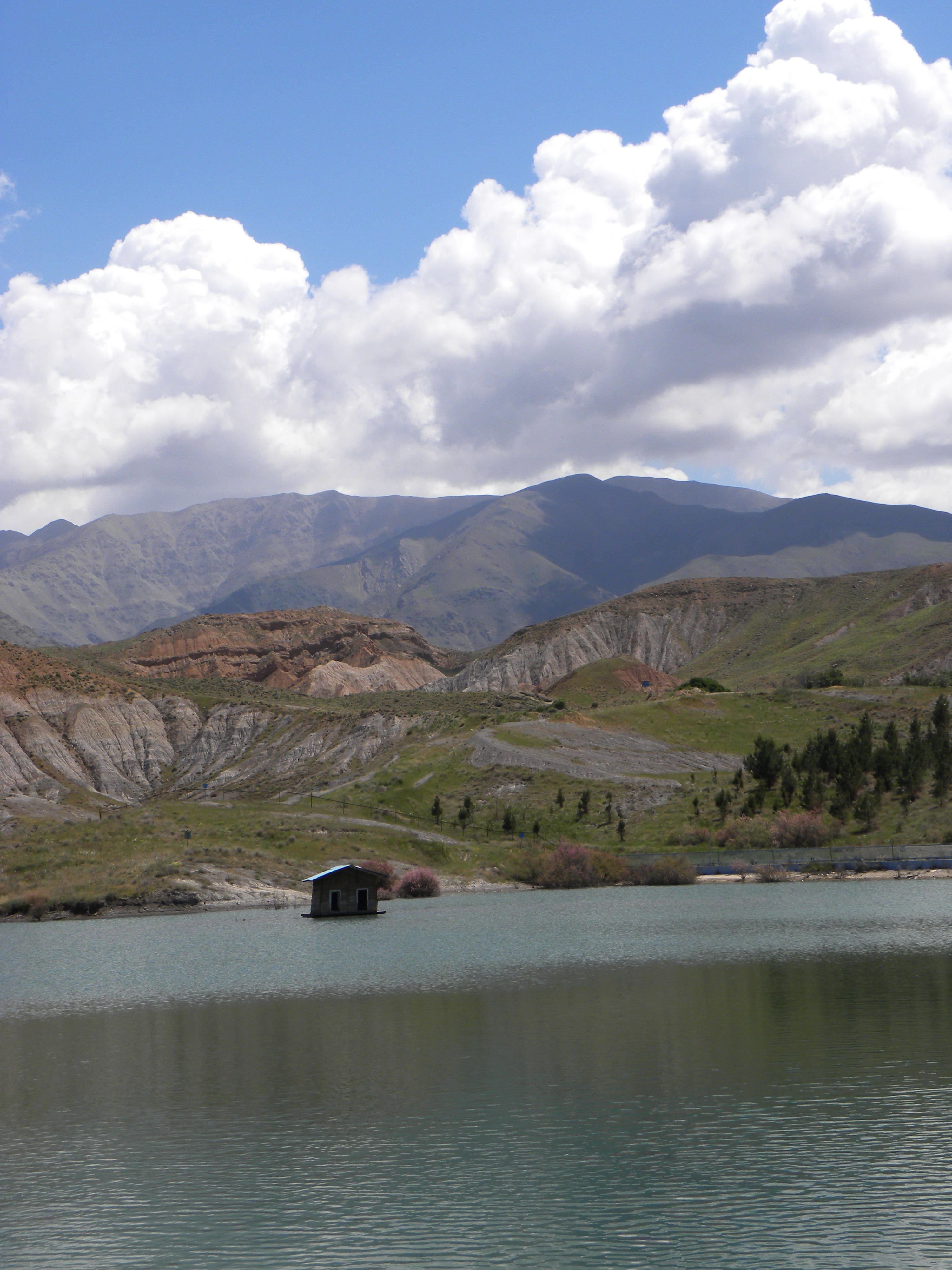
الطبيعة في نيشابور

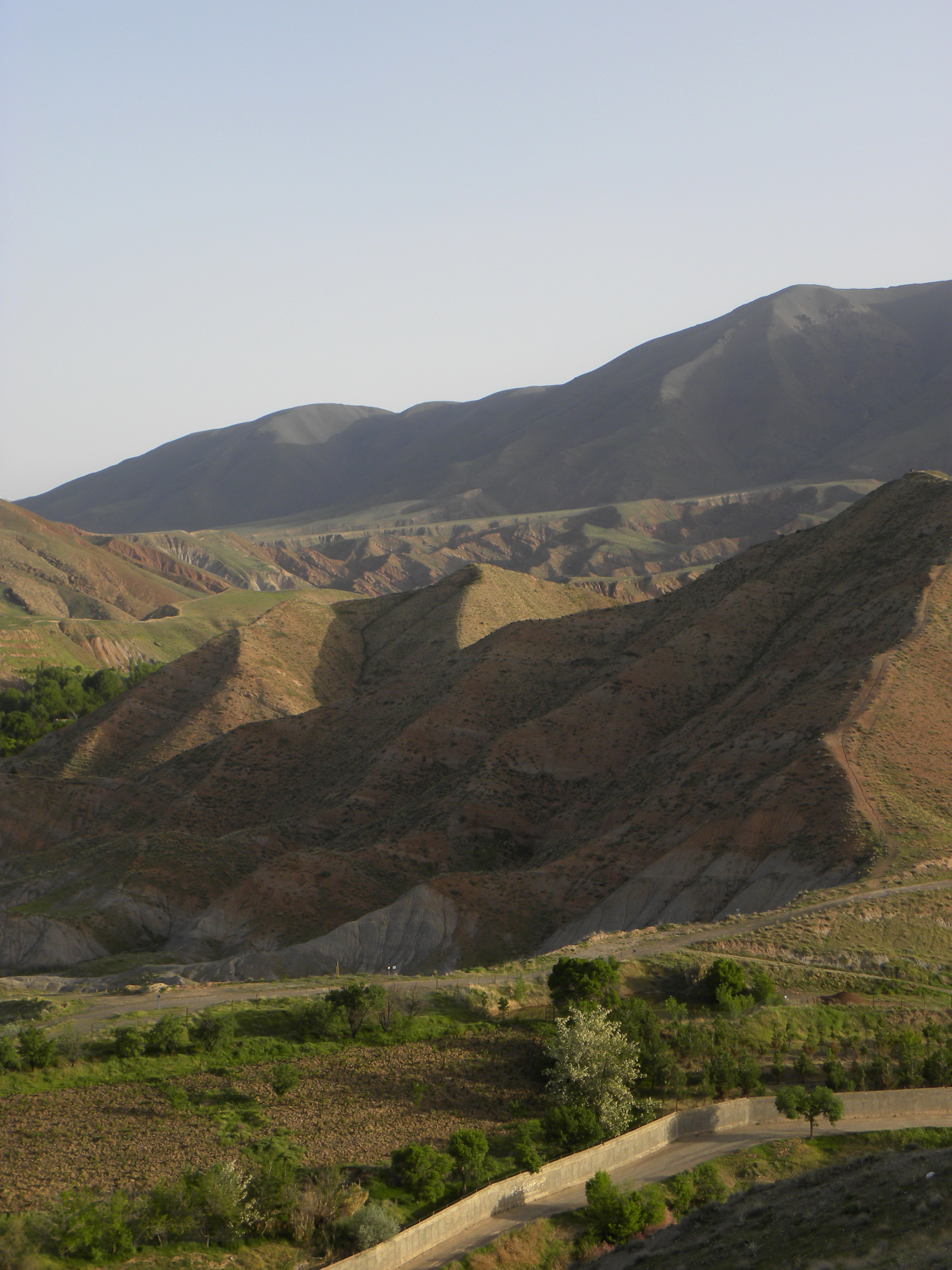
طبيعة شمال نيشابور

## معرض الصور[7]

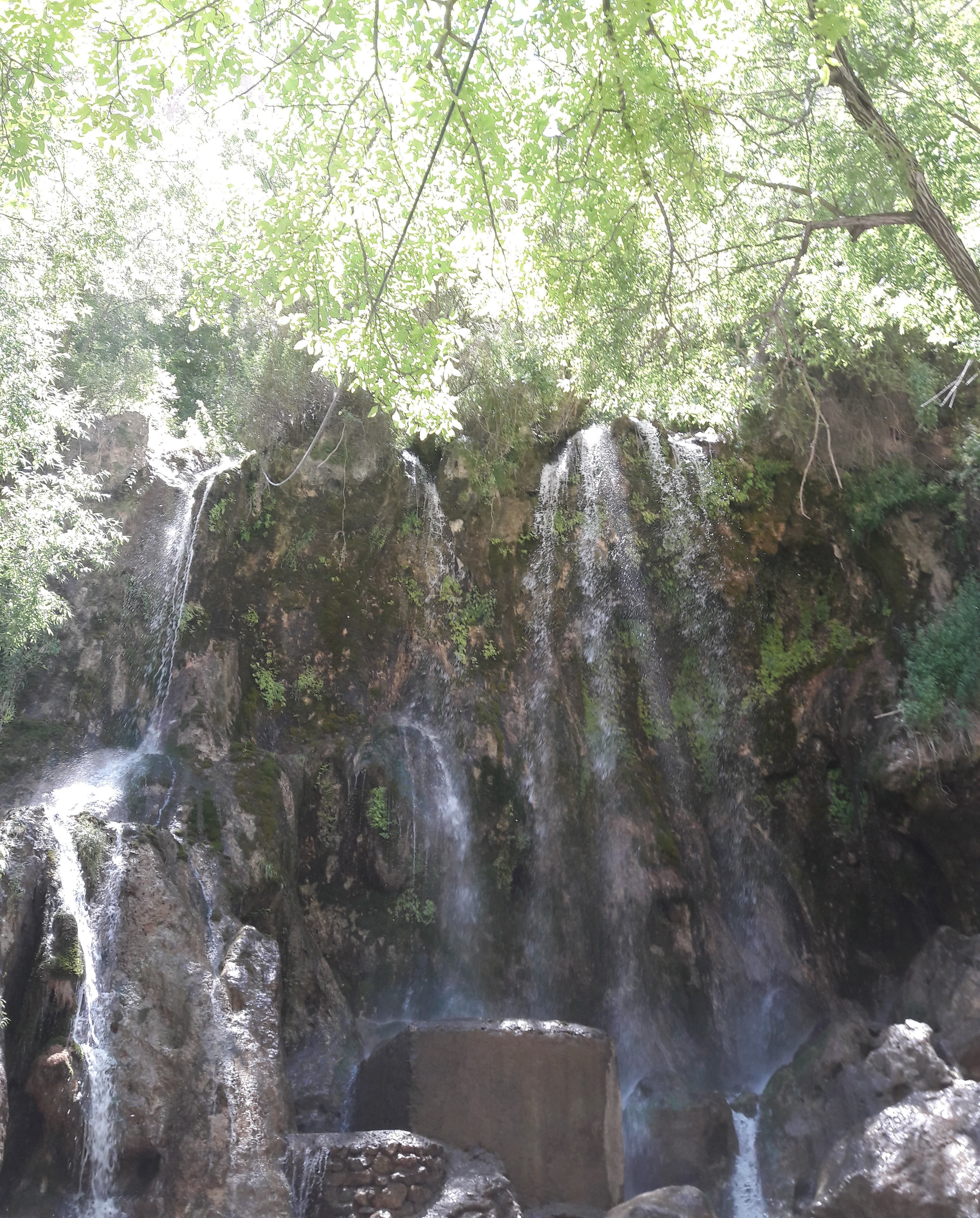
شلالات أخلمد
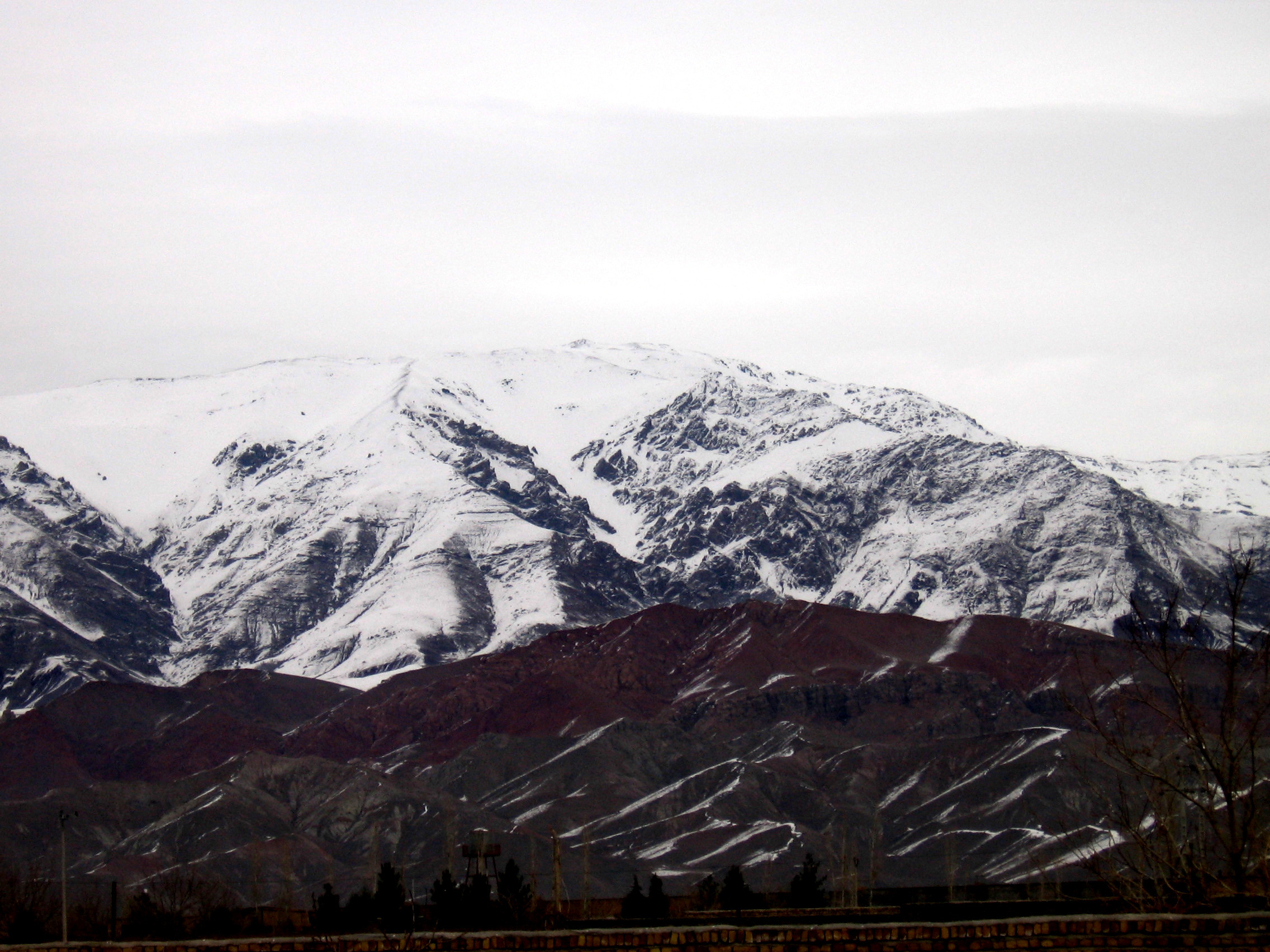
جبل بينالود
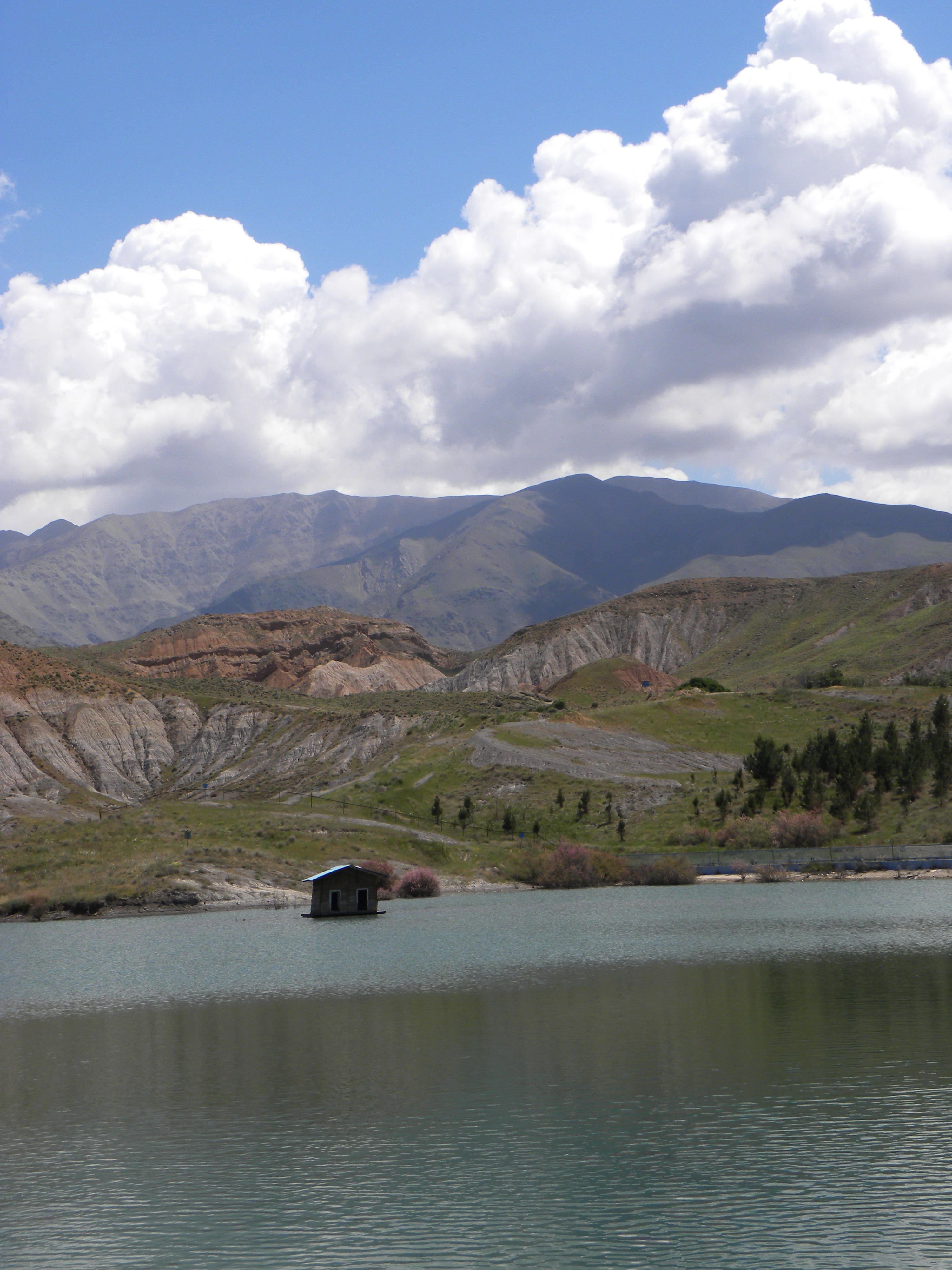
الطبيعة في نيشابور
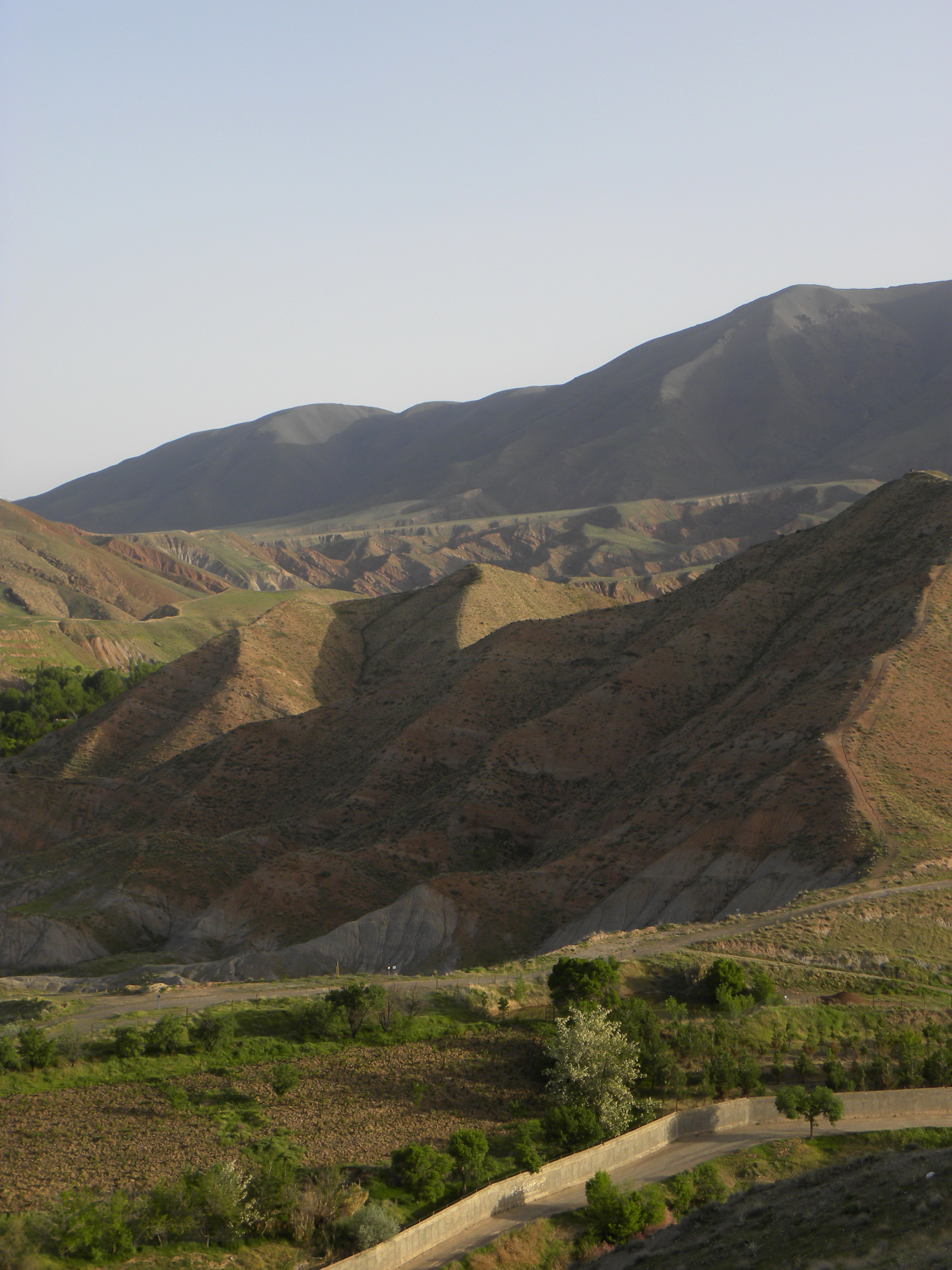
طبيعة شمال نيشابور

## طالع ايضاً
- شلالات إيران
- شلال لاتون
- شلال آب سفيد
- شلال بيشه
- شلالات شيرآباد
- شلالات فيكتوريا
- شلالات أوزود
- شلالات مارغون